# Antennarius senegalensis
Antennarius senegalensis är en fiskart som beskrevs av Cadenat, 1959. Antennarius senegalensis ingår i släktet Antennarius och familjen Antennariidae. Inga underarter finns listade i Catalogue of Life.

## Bildgalleri

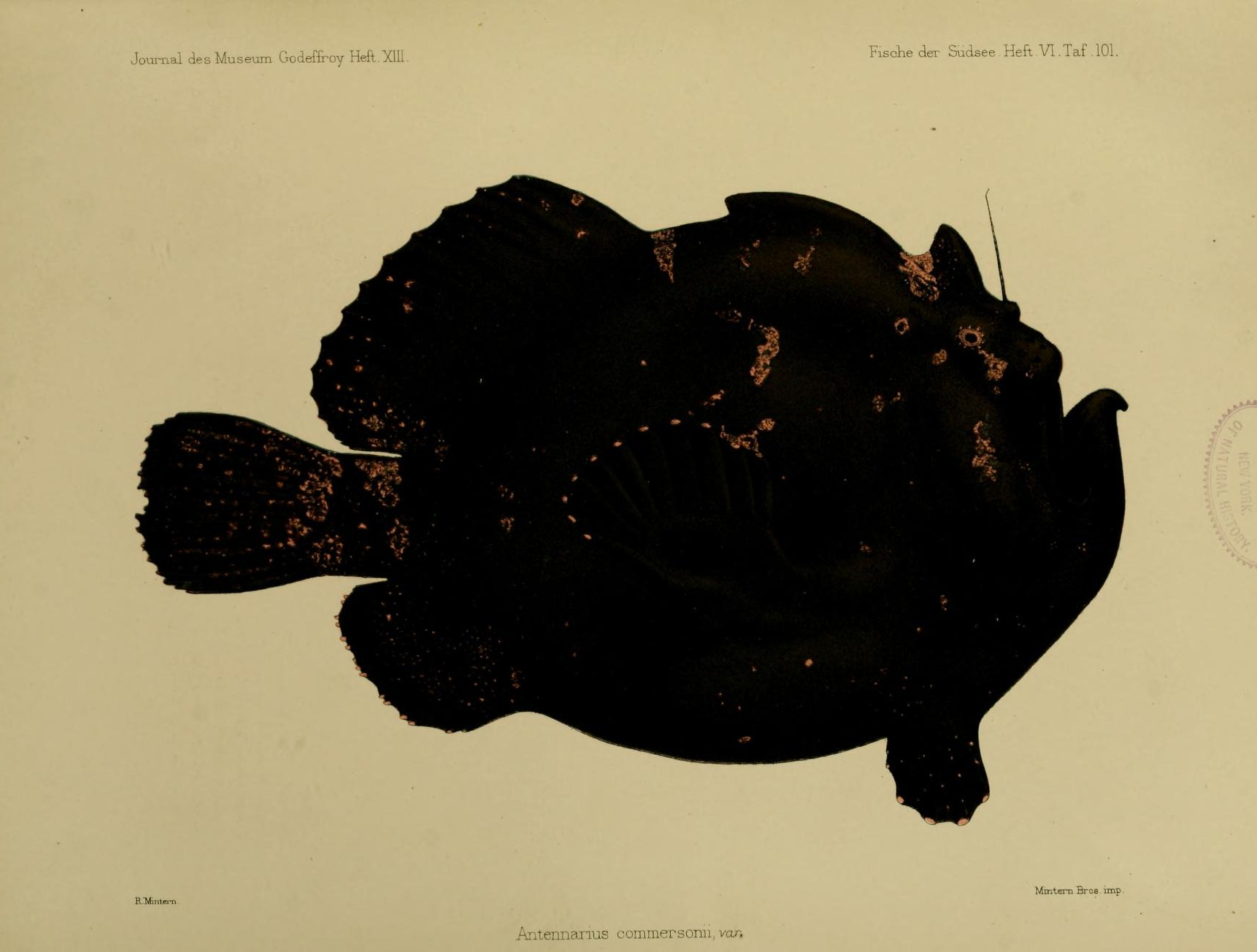